# Jindřich V. Tlustý
Jindřich V. Tlustý (též Břichatý či Otylý, latinsky Ventrosus; † 1296) byl kníže javorský, lehnický, vratislavský a lehnicko-břežský z rodu slezských Piastovců.
Byl synem hlohovsko-lehnického knížete Boleslava Rogatky, po němž zdědil Lehnicko. V boji o Krakovsko, uvolněné po skonu polského knížete Leška II. Černého, podporoval svého bratrance Jindřicha IV. Spravedlivého. Po jeho smrti roku 1290 se s pomocí vratislavských měšťanů zmocnil Vratislavska, které mělo připadnout hlohovskému knížeti Jindřichovi III. Hlohovskému.
Jindřichova smrt zastihla jeho tři syny ještě nezletilé, regentské vlády nad knížectvím se proto ujal Jindřichův bratr Boleslav I. Surový.